# Juan Sinforiano Bogarín

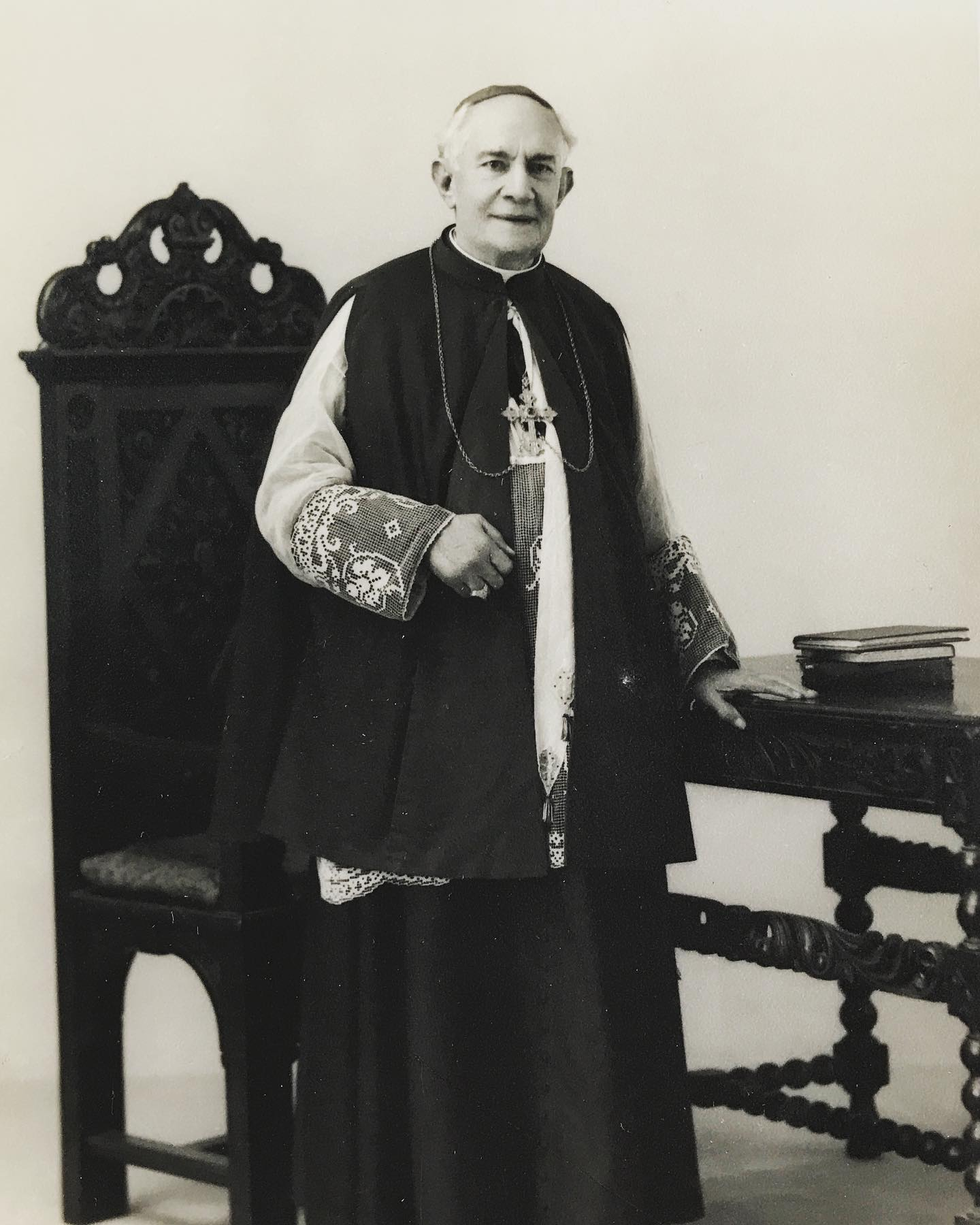
Erzbischof Juan Sinforiano Bogarín

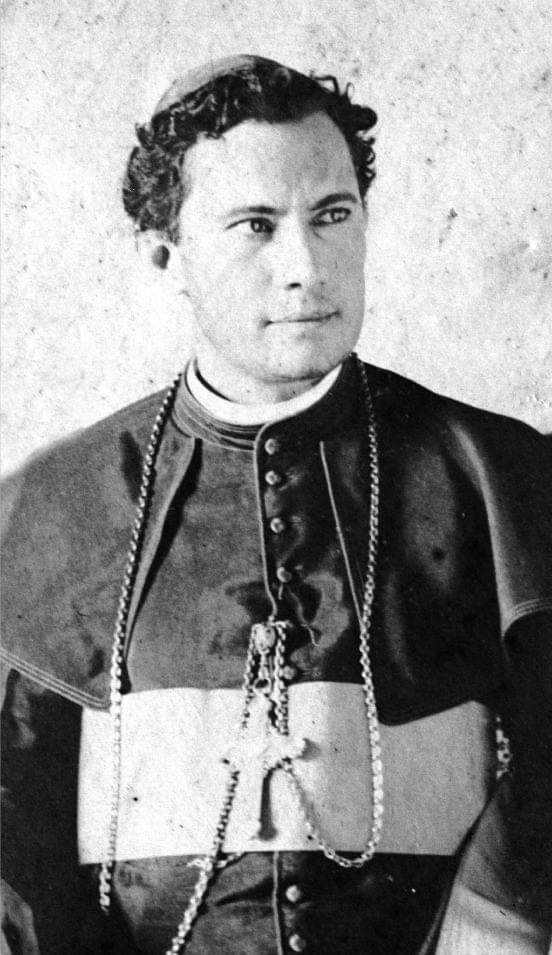
Bischof Bogarín

Juan Sinforiano Bogarín González (* 21. August 1863 in Mbuyapey, Departamento Paraguarí; † 25. Februar 1949 in Asunción) war ein paraguayischer römisch-katholischer Geistlicher, der zwischen 1894 und 1929 Bischof sowie von 1929 bis 1949 erster Erzbischof von Asunción war.

## Leben
Juan Sinforiano Bogarín González erlebte den Tripel-Allianz-Krieg, der von 1864 bis 1870 dauernde Kampf Paraguays gegen die verbündeten Staaten Argentinien, Brasilien und Uruguay. Seine Eltern starben dort und ließen ihn sowie seine beiden Brüder als Waisen zurück. Nach Kriegsende flüchteten die Brüder Bogarín in das Haus ihrer Tanten mütterlicherseits, der Schwestern Gonzales, in einem Dorf in der Nähe von Asunción, und widmeten sich der Landarbeit. Er erhielt eine sehr einfache Ausbildung und trat auf Drängen seiner Brüder im Alter von 17 Jahren in das Konziliar-Seminar von Asunción ein, als dieses 1880 von Bischof Pietro Giovanni Aponte wiedereröffnet wurde. Das neue Priesterseminar stand unter der Leitung von Julio César Montagne, der später ein langjähriger Berater Bogaríns war. Am 21. September 1886 empfing er die Priesterweihe und war in den folgenden Jahren als Dompfarrer tätig.
Bereits acht Jahre später wurde Bogarín als Nachfolger von Pietro Giovanni Aponte zum Bischof von Asunción ernannt und empfing am 3. Februar 1895 durch Luigi Giuseppe Lasagna SDB, den Titularbischof von Oëa die Bischofsweihe. Zuvor hatte er wiederholt geschrieben, dass er nicht ernannt werden wollte: „Ich war mir der vielen Schwierigkeiten bewusst, die auf die Leitung der Diözese zukommen würden, vor allem als die moderne Frömmigkeit, die Frucht der Schule ohne Gott, ihr vielgestaltiges Gesicht zu zeigen begann und die Jugend begann, die Religion und die Priester mit großer Sorge zu betrachten.“
Einige Monate nach seiner Weihe begann er mit seinen Pastoralbesuchen. Er schrieb in seinen Notizen: „Da ich davon überzeugt war, dass der Glaube der Gläubigen in der Diözese sehr schwach war, beschloss ich, zweimal im Jahr pastorale Besuche in Form einer echten Mission in den Dörfern auf dem Lande zu machen. … Vom ersten Jahr an habe ich die Exerzitien für den Klerus eingeführt, wobei die Hälfte von ihnen in einem Jahr und die andere Hälfte im folgenden Jahr teilnahm. Diese Regelung löste bei einigen der älteren Priester Unmut und sogar Widerstand aus, aber später fügten sie sich und waren sehr zufrieden.“ Auf seinen Pastoralreisen legte er 48.425 Kilometer zurück, segnete 10.928 Ehen, spendete 553.067 Firmungen, hielt 4055 Lehrkonferenzen und schrieb 66 Pastoralbriefe. Die Liste der Themen seiner Hirtenbriefe umfasst den Religionsunterricht in den Schulen, die kanonische Ehe, das römische Pontifikat, die Religionsausübung, einige traditionelle Andachten, Freiheit und Brüderlichkeit, den katechetischen Unterricht, die Kirche und die Politik. Als Papst Leo XIII. 1898 die Bischöfe Lateinamerikas einberief, brachte er seinen Mitarbeiter Hermenegildo Roa mit, der ihm während seines gesamten bischöflichen Dienstes zur Seite stand. Ein weiterer Mitarbeiter war Pater Juan José Aníbal Mena Porta, dem er am 8. November 1936 mit den Mitkonsekratoren Emilio Sosa Gaona SDB, Bischof von  Concepción y Chaco, und Agustín Rodríguez, Bischof von Villarrica die Bischofsweihe spendete und der sein Nachfolger werden sollte. 
Am 1. Mai 1929 wurde Juan Sinforiano Bogarín zum ersten Erzbischof von Asunción ernannt. Er förderte die ersten Vereinigungen und Bewegungen des Laienapostolats, die in Paraguay entstanden sind. 1932 wurde die Acción Católica del Paraguay gegründet, die ab 1941 durch ihren Generaldirektor, Pater Ramón Bogarin Argaña, einen großen Aufschwung erlebte. Nach seinem Tode am 25. Februar 1949 wurde Juan José Aníbal Mena Porta sein Nachfolger als Erzbischof von Asunción.

## Veröffentlichungen
- Cartas pastorales, 1895–1949, Centro Intercultural de Documentación, Cuernavaca 1969
- Mis apuntes. Memorias de monseñor Juan Sinforiano Bogarín, Editorial Histórica, Asunción 1986

## Hintergrundliteratur
- Carlos Antonio Heyn Schupp: Juan Sinforiano Bogarín. Obispo paraguayo y gran patriota, 1863–1949, El Lector, Asunción 2011